# Ti voglio tanto bene
Ti voglio tanto bene è un brano musicale della cantante italiana Gianna Nannini, estratto come secondo singolo dall'album Io e te. Il brano è stato scritto dalla Nannini, insieme a Isabella Santacroce ed è stato reso disponibile per l'airplay radiofonico a partire dal 4 marzo 2011. Rimane per più settimane la 2ª più trasmessa nelle radio (posizione occupata in precedenza da Arriverà dei Modà) dietro solo a Eh... già di Vasco Rossi.

## Descrizione
Parlando di Ti voglio tanto bene, Gianna Nannini ha dichiarato:
(Gianna Nannini)

## Video musicale
Il video musicale prodotto per Ti voglio tanto bene è stato diretto da Gaetano Morbioli e girato fra Verona e la trattoria appartenente alla famiglia Ferron "Pila Vecia" di Isola della Scala in provincia di Verona. Esso è stato reso disponibile a partire dal 14 aprile 2011 e racconta la storia d'amore fra due giovani appartenenti a classi sociali diverse ambientata ad inizio secolo.

## Tracce
Download digitale
1. Ti voglio tanto bene - 3:34
2. Amore che lo devi cancellare definitivamente (con Antonello Venditti) - 12:30
3. Belle che la devi cancellare definitivamente (con Biagio Antonacci) - 15:50

## Classifiche
| Classifica (2011) | Posizione massima |
| ----------------- | ----------------- |
| Italia            | 12                |

### Classifica italiana
| Posizione | 82 | 45 | 28 | 12 | 16 | 17 |